# Chiesa di San Quintino (Parma)
La chiesa di San Quintino, nota anche come santuario della Beata Vergine dell'Aiuto, è un luogo di culto cattolico dalle forme manieriste, situato in strada XXII Luglio 21 a Parma, in provincia e diocesi di Parma; è sede di una parrocchia compresa nella zona pastorale della città.

## Storia
La chiesa di San Quintino deriva da un antico oratorio fondato fuori le mura orientali di Parma da una nobile famiglia longobarda, i Bergonzi, famiglia di ampi possedimenti, che dotò l'oratorio di alcune case e un mulino posto sul canale maggiore.
Verso l'833 gli edifici passarono all'arcidiacono e all'arciprete della cattedrale, poi al Capitolo della cattedrale: sotto l'episcopato di Bernardo degli Uberti (XII secolo) l'oratorio e gli edifici attigui vennero convertiti in monastero di religiose benedettine sotto la giurisdizione del capitolo cattedrale.
La chiesa è stata più volte trasformata e non conserva più nessuno elemento del IX secolo e solo pochi del XII secolo. Nella sua attuale compagine, l'edificio risale al 1560 circa e si deve a un rifacimento su progetto di Giovanni Battista Fornovo.
Il monastero, che nel 1767 ospitava 40 monache, 25 converse, 9 educande e 9 inservienti e ammetteva solo religiose di condizione signorile, venne soppresso nel 1810.

## Descrizione
L'edificio è a navata unica, con quattro cappelle per lato.
Conserva gli stalli intarsiati del coro delle monache, commissionati nel 1512 dall'abbadessa Giovanna Sanvitale a Marcantonio Zucchi di Torrechiara; affreschi di Filippo Maria Galletti e Cecrope Barilli; dipinti di Jan Sons, Giacomo Boni e Walter Madoi.
Nel 1811 vi venne trasferita l'immagine della Madonna dell'Aiuto, scoperta nel 1723 su una parete della chiesa di San Cristoforo e oggetto di grande devozione.
Vi è sepolto il pittore Pietro Melchiorre Ferrari.
La terza cappella a sinistra è dedicata alla beata Orsolina Veneri, della quale custodisce il corpo sotto l'altare. L'ancona è opera di Benigno Bossi e ritrae la beata nell'atto di esortare l'antipapa Clemente VII all'unità della chiesa. Altare e tabernacolo, ancona e cimasa sono opera dell'intagliatore Ignazio Marchetti. La decorazione pittorica fu completata nel 1887 con due dipinti di Cecrope Barilli e con l'affresco della volta.